# Donduk Kuular
Kuular Donduk (en tuvano: Куулар Дондук,1888-1932) fue un lama y luego estadista de la República Popular de Tannú Tuvá que proclamó en 1921 la independencia de ese estado asiático. Donduk luego participó en la Revolución Popular de Tuvá (TPRP) y en 1924 asumió el cargo de jefe del Estado. Estableció lazos con la República Popular de Mongolia, debido a que Tuvá era un estado muy joven y buscando una alternativa a la influencia soviética. Esta política independiente con respecto a la Unión Soviética molestó a Stalin. Por otra parte Donduk trató de conformar un estado teocrático, apelando a los Lamas. En 1926 proclamó el Budismo como la religión del estado. En noviembre de 1926, Donduk fue proclamado ministro presidente y el nombre de la República Popular de Tannu Tuvá fue cambiado a República Popular Tuviniana.
El crecimiento de la independencia de Tuvá incrementó la irritación del Kremlin. La Unión Soviética se alarmó cada vez más por estas iniciativas, hasta que en 1929, el primer ministro Kuular fue arrestado durante un golpe de Estado llevado a cabo por cinco jóvenes tuvanos graduados de la Universidad Comunista de los Trabajadores del Este de Moscú (KUTV) y, en 1932, fue ejecutado. En 1930, esos cinco miembros de la KUTV, el mismo grupo que ejecutó a Kuular, fueron designados comisarios extraordinarios de Tuvá por Stalin. Donduk fue reemplazado por el prosoviético Salchak Toka, como ministro presidente. Toka se convirtió en 1932 en secretario general, del Partido Popular Revolucionario de Tuvá (TPRP). Donduk fue rehabilitado en 2007.